# Revigt saltgräs
Revigt saltgräs (Puccinellia maritima) är en gräsart som först beskrevs av William Hudson, och fick sitt nu gällande namn av Filippo Parlatore. Enligt Catalogue of Life ingår Revigt saltgräs i släktet saltgrässläktet och familjen gräs, men enligt Dyntaxa är tillhörigheten istället släktet saltgrässläktet och familjen gräs. Arten är reproducerande i Sverige. Inga underarter finns listade i Catalogue of Life.